# Петър Попович (Пеция)
Вижте пояснителната страница за други личности с името Петър Попович.
Петър Попович (сръбска кирилица: Петар Поповић; 1826 – 29 август 1875 г.), известен като Пеция е сръбски хайдутин и бунтовнически лидер в две въстания срещу Османската империя в региона на Босненска Крайна – едното през 1858 г., а другото през 1875 г.

## Живот

### Ранен живот
Петър Попович е роден в сръбско православно семейство в село Буцевиц, в Крупа на Уна (дн. Босна и Херцеговина), през 1826 г. Баща му се казва Петър, а майка му Илинка. Той прекарва по-голямата част от живота си в Босанска Костайница. Той е самоук, освен сръбски говори също турски. Като противник на османската държава, Петър, само на 22-годишна възраст през 1848 г., се присъединява към хайдути и активно, през останалата част от живота си, се бори с турците.

### Първо въстание
В средата на 1858 г. въстанието избухва в северозападна Босна, в резултат от османския натиск срещу местното сръбско население. В Иванишка в Крупа, сръбското население възстава. След кратки престрелки около Иванишка, другите села се вдигат на оръжие. През юни 1858 г. въстанието се разширява в Кнецполя. Войводите са бившият хайдутин Петър Попович-Пециа, Петър Гараца, Симо Чосич и Ристо Джеич. Селското население на Кнецполя е предимно от сръбско-православно, докато мюсюлманското население предимно живее в градовете. На 20 юни, бунтовниците изтласкват мюсюлманите в град Нови. Около 600 бунтовници призовани извън Нови град, планират да атакува града. В същото време, Пециа и Гараца призовават около 3000 бунтовници, които отиват в Иванишка, за да помогнат на местните бунтовници. На 4 юли, в битката при Доляно, в близост до Бихач, около 100 турци падат, докато Джеик преминава в Австрия, опитвайки да се убеди австрийците да помогнат. На 15 юли, опората при Иванишка, където са Пеция и Гараца, се разпада. Бунтовнически групи близо Иванишка са разгромени, а Пеция и Гараца са от малкото оцелело въстаници в Кнецполя.
По това време османските войски се укрепват с помощни отряди, които са изпратени от всички региони на Босна и на 21 юли се състои битката за Тавия, близо до съвременния Костайница. Около 1000 бунтовника защитават окопите, но не успяват да се противопоставят и повечето от тях решават да избягат в Австрия след поражението. На следващия ден, се води битка в района на село Кулян. Пеция и Гараца, отслабнали от напускането на големия брой бунтовници, нямат силата да дадат сериозен отпор на добре организираната османска армия, затова те решават да избягат в Австрия. Въпреки това австрийците им отказват защита. Пеция и Гараца не се предават и с около 300 бунтовника пробиват османската блокада и избягват нагоре, в планината Просар.
В следващите месеци, Пеция и Гараца продължават да се борят при Кнецполя, обаче мащабите на въстанието намаляват. През декември, Гараца е убит близо до Костайница. След смъртта му, Пеция се оттегля в Австрия, но Австрийското правителство го залавя и предава на турците срещу 5000 гроша. Той е отведен в Константинопол, където е изправен пред съда. Там е осъден на смърт, защото, според обвинението, убива 98 турци. Смъртната присъда трябва да се извърши в родния му град Босна Еялет. По време на пътуването, Пеция успява да избяга и се премества в Княжество Сърбия.

### Пребиваване в Крагуевац и Белград
За този период няма много информация. Според архимандрит Вуясинович той е посрещнат от княз Михайло, който го назначава да пази Крагуевац; Според Д. Алексич той е работи в леярната в Крагуевац; а според М. Екмецис е охрана в леярната Крагуевац. Той остава в Сърбия, докато избухва въстанието в Босна през 1875 г.

### Босненско въстание (1875 – 1877)
Той веднага се присъединява към въстанието в Босненска Крайна (1875) и се бори в Гацниша на 28 август. Пеция за пореден път доказва, че е един от най-опитните вождове. Въпреки това, малко по-късно, поради предателството на Илия Цолановик, турците изненадват бунтовниците и след дълъг и жесток бой унищожават хайдушката групата, като само около 50 остават с Пеция и продължават борбата на брега на Сава.
Пеция и неговите бунтовници успяват да се възползват от една лодка и пресичат реката, но без защита. Повечето от мъжете умират от турските куршуми. Само Пеция и още двама мъже оцеляват, но Пеция от нервност и смелост вместо да избяга, излиза на открито и извиква: „Хей, турци, само да ви кажа, че не убихте Пеция, той все още е жив и веднага ще си отмъсти.“ Един куршум го удря в главата и той умира веднага, в нощта на 29 август 1875 г. Пеция, заедно с другите мъже, е погребан в село Ябланац. Едно десетилетие след смъртта му, останките на Пеция са преместени и съхранени в манастира Мостаника, в подножието на Козара близо до Козарска Дубица.

## След смъртта
След смъртта на Пеция, той е погребан на австрийската страна на река Сава, в района на Ясеновац. На сърбите не е позволено да преместят останките му в Босна. Сърбите от Козарска Дубица, сред които са Остожа Косанович, Йово Субановиц, Димитрие Мосалявиц, започват инициатива по преместване на останките на Пеция в Босна през 1901 г., за да го погребат с достойнство. Те, заедно с един свещеник от Млака, се договорят тайно да изровят останките и да ги прехвърлят в Козарска Дубица, където ги остават на тавана на Йован Жажцакин. Когато австрийците научават на това, Жажцакин и останалите прехвърлят останките му в манастира Мостаника, където е бил погребан. Архимандрит Кирил Хаджич предоставя права за погребението му в манастира (1885 – 86). През 1910 г. игуменът Ивансис благославя гроба му. През 1933 г. е издигнат мемориал, извън манастира, посветен на Пеция.